# Schneidarachne saganii
Schneidarachne
 (avril 2019).
Genre
Espèce
Schneidarachne saganii, unique représentant du genre Schneidarachne, est une espèce fossile de solifuges.

## Distribution
Cette espèce a été découverte en Pologne à Kamienna Góra. Elle date du Carbonifère.

## Description
L'holotype mesure 15,8 mm.

## Étymologie
Cette espèce est nommée en l'honneur d'Eufrozyn Sagan.
Ce genre est nommé en l'honneur de Jörg W. Schneider.

### Publication originale
- Dunlop & Rössler, 2003 : An enigmatic, solifuge-like fossil arachnid from the Lower Carboniferous of Kamienna Góra (Intra-Sudetic Basin), Poland. Paläontologische Zeitschrift, vol. 77, p. 389–400 (en).